# Calico Jack

Calico Jack híres zászlaja

John Rackham (1682. december 21. – Jamaica, 1720. november 18.) hírhedt angol kalóz volt a 18. század elején. Jack Rakham, Calico Jack Rakham és Calico Jack neveken is ismerték, a korabeli dokumentumok tévesen gyakran Rackam vagy Rackum alakban említették. Becenevét a kalikóból készült ruhákról kapta, amelyeket előszeretettel viselt.

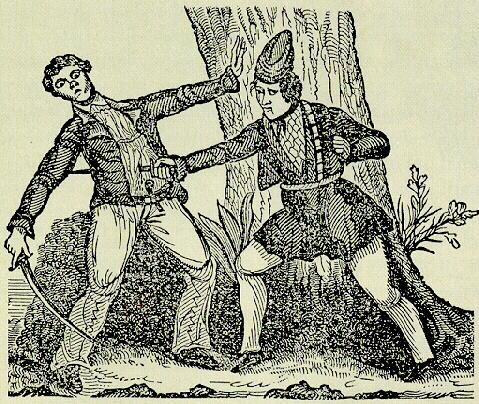
Mary Read, 18. századi fametszet

Leginkább halálfejet és két kardot ábrázoló zászlajáról ismert, illetve arról, hogy alatta szolgált a kalózkodás aranykorának két legendás női kalóza, Anne Bonny és Mary Read.
Calico Jack a karib partokon fosztogatott, amíg embereivel együtt (köztük a két nő) Jamaicánál 1720 őszén csapdába nem csalták és el nem fogták.

## Élete

### Vane szolgálatában
Életéről alig lehet tudni valamit, születési dátuma és helye sem ismert biztosan. Dokumentált kalózkarrierje rövid. Először 1718-ban bukkan fel a feljegyzésekben, mint Charles Vane kalózkapitány navigátora. Népszerű lehetett a legénység körében és valószínűleg már akkor is köztük volt, amikor Vane elfoglalt egy rabszolgákkal megrakott brigantint és megtette zászlóshajójának. Ezen a hajón voltak, amikor Vane 1718 szeptemberében a tengeren, Ocracoke-sziget közelében összetalálkozott a hírhedt Feketeszakáll kalózvezérrel. A találkozás egy hétig tartó mulatozásba torkollott, ami végül eljutott Alexander Spotswood virginiai kormányzó fülébe is, aki összeszedett egy kis hadiflottát és a kalózok elfogására küldte. Mire ez a flotta november 21-ére Ocracoke-hoz érkezett, a kalózok már messze jártak. Vane hajóját két nappal később 1800 kilométerrel délebbre, a Kuba és Hispaniola közti Windward-átjáróban látták.

### Rackham kapitány lesz
Rackham kapitánnyá válásának története azzal kezdődött, hogy a kalózok a Windward-átjáróban megpillantottak egy francia hajót, amelyet kereskedőhajónak véltek. Vane hajója, a William támadásra készülve megközelítette a másik hajót, de amikor az oldalát fordította feléjük, kiderült, hogy teljes fegyverzetű hadihajóról (man-of-war) van szó. Vane visszavonulást rendelt el. a fegyelmezett legénység engedelmeskedett, mikor azonban már messze jártak, vita tört ki, mivel a kalózok többsége úgy gondolta, elfoglalhatták volna a francia hajót. Szavazással letették tisztségéről Vane-t és helyette Rackhamet választották meg kapitányuknak. Vane-t és a hozzá hű maradt néhány embert egy kis vitorláson szélnek eresztették.

### Rackham kapitány
Rackham kapitányként főleg kisebb hajókat támadott meg a part mentén. 1718 novemberében foglalta el a Kingston nevű kereskedőhajót, amit a legértékesebb zsákmányaként tartanak számon. Azonban a hajót Calico Jack csak pár nap erejéig tudhatta magáénak. Amikor ugyanis a Port Royale-i kereskedők tudomást szereztek a Kingston sorsáról, fejvadászokat küldtek a kalózok után. 1719 februárjában megtalálták a Kingstont, valamint Rackham zászlóshajóját is az Isla de los Pinosnál horgonyozva. Rackham és emberei épp a szárazföldön voltak, ezért el tudtak menekülni a fejvadászok elől, a két hajót azonban elveszítették.
1719-ben Rackham Nassauba ment, mivel a város kormányzója, Woodes Rogers általános amnesztiát és esetleges rangot hirdetett a kalózoknak. Rogerst azért küldték a Bahamákra, hogy oldja meg a kalózkodás problémáját a Karib-tengeren, mivel a tengeri rablók már az angol hajókat is megtámadták. A brit kormány végül Jamaica kormányzójává tette Rogerst, hogy hirdessen bűnbocsánatot a kalózoknak, akik így vagy felhagynak a kalózléttel, vagy pedig csatlakozva az angolokhoz a spanyolok ellen fordulnak.
Rackham is a kormányzó elé járult azt hazudva, hogy Vane kényszerítette, hogy csatlakozzon hozzá. Rogers hitt neki ráadásul utálta Vane-t, így az amnesztiát megadta, rangot és kinevezést azonban nem. Úgy gondolta, hogy a kapitány nem lenne képes a nagyobb spanyol hajók elfoglalására.

### Szerelmi ügye Anne Bonnyval

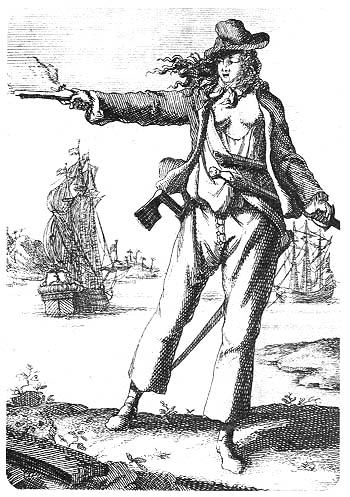
Anne Bonny, 18. századi fametszet

Rackham és Anne Bonny New Providence szigetén találkoztak. Bonny férje korábban kalóz volt, viszont amnesztiát kapott és a kormányzó barátja és egyben informátora lett. Amikor tudomást szerzett felesége hűtlenségéről, Woodes Rogershez járult, aki megfenyegette Anne-t, hogy házasságtörés miatt megkorbácsolják. Rackham pénzt ajánlott, ha elválnak, de Anne tiltakozott az ellen, hogy eladják, mint egy állatot. A pár végül kicselezve a Curlew nevű brit hajó őrségét, új legénységgel a tengerre szökött, aminek következtében Rackham elveszítette Rogers bűnbocsánatát. Ezután hónapokon keresztül a Karib-tenger térségén portyáztak. Feltehetően Rackham legénységének nagy része sokáig nem tudta, hogy Bonny valójában nő.
A feljegyzések szerint Anne hamarosan várandós lett Rackhamtől. A szülésről szinte semmilyen feljegyzés nem maradt meg, legvalószínűbb, hogy Anne Kubában adott életet gyermekének. A terhesség után történt, hogy Rackham elfoglalt egy holland kereskedőhajót, amin Mary Read matróz volt. A kor szokásaként most is felajánlotta a legyőzött legénységnek, hogy csatlakozzanak hozzá, és Read így is tett, nem fedve fel valódi nemét. "Mark" Read törvénytelen gyerek volt, aki 1690 körül született Angliában. Özvegy anyja fiúként nevelte, mivel csak így kaphattak a lány apai nagyanyjától anyagi támogatást. Kamaszkorában Mary elszökött és belépett a hadseregbe, ahol beleszeretett egy katonába. A pár Hollandiában telepedett le, összeházasodtak és fogadót nyitottak. Néhány évvel később azonban férje meghalt és Mary elhatározta, hogy férfinak kiadva magát matróznak áll.
Anne Bonny elkezdett vonzódni Readhez, mivel azt hitte, hogy egy férfi kalóztársa. Mary ekkor leplezte le magát Anne előtt, megmutatva neki melleit. Rackham, aki féltékeny lett Readre, amiért az annyi időt tölt szeretőjével, megfenyegette Bonnyt, hogy megöli Readet. Állítólag a kapitány akkor tudta meg Read igazi nemét, amikor egy kabinban megtalálta a gyakorlatilag meztelen Anne-t és Maryt. Ennek ellenére Rackham megengedte, hogy Mary a hajón maradhasson. Egyes feljegyzések szerint Mary szeretője a legénység egy másik férfi tagja lett.
1720 őszén Rackham Jamaica környékén hajózott, és főleg halászhajókat támadott meg. Október végén felfegyverzett szlup támadta meg őket, és sikerült nekik lefegyverezni a kalózhajót. A legenda szerint a részeg kapitány legénységével a hajón bujkált, míg a két nő a fedélzeten harcolt. Végül mindenkit elfogtak, és Jamaicára vittek.

### Rackham és társai sorsa
Elfogásuk után Rackhamat és férfi társait bíróság elé állították. A kalózvezért a november 16-án és 17-én tartott tárgyaláson halálra ítélték és másnap felakasztották. Testét kátrányba forgatták, ketrecbe rakták és a többi kalóz elrettentésére közszemlére tették a jamaicai Port Royal fő bejáratánál lévő egyik kis szigeten. A szigetet ma Rackhams Cay-nek nevezik.
A Rackhammel együtt elfogott kalózok tárgyalása 1721 januárjában volt, és a következő hónapban felakasztották őket.
A tárgyalás korabeli leirata szerint a két női kalózt nem végezték ki a férfiakkal együtt, mivel mindketten azt állították, hogy gyermeket várnak. Így kegyelmet kaptak addig, amíg megszülik a gyermekeket, vagy ki nem derül, hogy valótlant állítottak. Read azonban 1721 áprilisában a gyermekszülés okozta lázban meghalt. Bonny egyszerűen eltűnt a feljegyzésekből, ami sok spekulációra adott okot. Az újszülöttek sorsa sem ismert.
Állítólag, mikor Anne Bonny utoljára találkozott Rackhammel a börtönben, azt mondta neki: "Ha férfiként harcoltál volna, most nem akasztanának föl, mint egy kutyát."

## Öröksége
Sokan úgy vélik, hogy Calico Jack hírneve csak Anne Bonnynak és Mary Readnek köszönhető. A kalózvezér leghíresebb hagyatéka a zászlaja. Abban az időben a kalózok maguk készítették a zászlót hajójukra, legelterjedtebb a fekete vagy vörös színű volt és a halálhoz és az idő múlásához (tehát a halál közeledtéhez) kapcsolódó ábrákkal díszítették. Rachamé fekete alapon egy koponyát ábrázolt, alatta két karddal. Ez az ábra terjedt el világszerte és vált a kalózkodás legnépszerűbb jelévé.
Calico Jack sorsára való utalás A Karib-tenger kalózai: A Fekete Gyöngy átka című Disney-filmnek az a része, amelyben Port Royalban kalózokat akasztanak fel. Ugyanezen sorozat későbbi részében (A világ végén) Calico Jack zászlaját használják, mint a Black Pearl kalózhajó lobogóját.
Megtalálható az Ubisoft Assassin's Creed IV: Black Flag című játékában.